# Francisco de Abarca
Francisco de Abarca y Gutiérrez de Cossio (Santander, Cantabria, 1748-Lima, ¿?) fue un inquisidor español.

## Biografía
Comenzó sus estudios en Santander en el colegio franciscano, para ingresar a la Universidad de Oñate de la que luego se recibiría como Licenciado en Teología. En 1774 fue ordenado sacerdote. 
Regenteó la cátedra de Instituta en la Universidad de Oñate de la que posteriormente fue elegido rector. En 1779 fue nombrado inquisidor fiscal en Logroño y en Lima.  
En 1789 presidió las ceremonias con motivo de la proclamación de Carlos IV. En 1798, sus funciones como inquisidor son delegadas al canónigo de Trujillo, José Ruiz Sobrino y luego a Pedro de Zalduegui.
En 1803 se realizó un panegírico en el Convictorio de San Carlos ante su delicado estado de salud. Diez años más tarde fue apartado de sus funciones del Tribunal del Santo Oficio. En 1816 obtuvo su jubilación. Presentó al Virrey Pezuela un informe sobre la reforma general de la Universidad de San Marcos.
Recibió la Orden de Carlos III y fue nombrado miembro honorario del Consejo de Indias.
| Predecesor: Bartolomé López Grillo | Inquisidor de Lima 1779-1816 | Sucesor: José Sebastián de Goyeneche y Barreda |